# جانل مک کارویل
جانل مک کارویل (انگلیسی: Janel McCarville؛ زادهٔ ۳ نوامبر ۱۹۸۲) بازیکن بسکتبال اهل ایالات متحده آمریکا است.
وی در مسابقات کشوری و بین‌المللی در مجموع برندهٔ ۱ مدال نقره شده‌است.